# تتراهیدروتیوفن
تتراهیدروتیوفن (به انگلیسی: Tetrahydrothiophene) یک ترکیب شیمیایی است.